# Editorial Entropía
Entropía es una editorial independiente argentina fundada en Buenos Aires en 2004.
Desde sus inicios fue pensada como un espacio de búsqueda y experimentación destinado a darles un lugar a voces novedosas de la literatura latinoamericana. En este sentido, ha publicado las primeras novelas de escritores como Romina Paula, Iosi Havilio, Carlos Ríos, Roque Larraquy, Leandro Ávalos Blacha, Virginia Cosin, Gonzalo Castro, Sebastián Martínez Daniell y Alejandro García Schnetzer, entre muchos otros.
También le ha dedicado espacio a autores consagrados de habla hispana, como Manuel Puig, Sergio Chejfec, Edgardo Cozarinsky, Marcelo Cohen, Mario Bellatin, Alberto Szpunberg y Rafael Spregelburd. Entre las traducciones publicadas por la editorial figuran obras del cineasta alemán Werner Herzog y del poeta ruso Vladimir Maiakovski.

## Catálogo
El catálogo de Entropía incluye narrativa, crítica literaria, poesía, crónica, dramaturgia y textos sobre cine. Muchos de estos libros han sido traducidos y publicados por editoriales de otros países.